# Política de islamização no Paquistão
A sharização ou islamização (em urdu:   اسلامی حکمرانی) tem uma longa história no Paquistão desde a década de 1950, mas se tornou uma política primária ou "elemento central" do governo do general Muhammad Zia-ul-Haq, o governante do Paquistão de 1977 até sua morte em 1988. Zia também foi considerado "a pessoa mais responsável por transformar o Paquistão em um centro global para o Islã político". 
O Movimento pelo Paquistão havia obtido a independência do país do Império Britânico como um Estado de maioria muçulmana. Na época de sua fundação, o Domínio do Paquistão não tinha religião oficial de Estado antes de 1956, quando a constituição o havia declarado República Islâmica do Paquistão. Apesar disso, nenhuma lei religiosa havia sido adotada para protocolos governamentais e judiciais e governança civil até meados de 1970 com o advento do general Muhammed Zia Ul-Haq em um golpe militar também conhecido como Operação Fair Play, que depôs o primeiro-ministro Zulfikar Ali Bhutto.
Zia-ul-Haq se comprometeu a fazer cumprir sua interpretação de Nizam-e-Mustafa ("regra do profeta" Maomé), ou seja, estabelecer um estado islâmico e aplicar a lei sharia.
Zia estabeleceu tribunais judiciais shariat separados e bancadas judiciais para julgar casos legais usando a doutrina islâmica. Novas infrações criminais (de adultério, fornicação e tipos de blasfêmia) e novas punições (de açoitamento, amputação e apedrejamento até a morte) foram adicionadas à lei paquistanesa. Os pagamentos de juros de contas bancárias foram substituídos por pagamentos de "ganhos e perdas". As doações de caridade do Zakat tornaram-se um imposto anual de 2,5%. Livros escolares e bibliotecas foram revisados para remover material não islâmico. Escritórios, escolas e fábricas eram obrigados a oferecer espaço para orações.  Zia reforçou a influência do ulama (clero islâmico) e dos partidos islâmicos, enquanto os acadêmicos conservadores se tornaram presença constante na televisão. 10.000 ativistas do partido Jamaat-e-Islami foram nomeados para cargos no governo para garantir a continuação de sua agenda após seu falecimento. Os ulama conservadores foram adicionados ao Conselho de Ideologia Islâmica.
Em 1984, um referendo deu a Zia e ao programa de islamização, 97,7% de aprovação nos resultados oficiais. No entanto, houve protestos contra as leis e sua aplicação durante e após o regime de Zia. Mulheres e grupos de direitos humanos se opuseram ao encarceramento de vítimas de estupro sob punições hadd, novas leis que valorizavam o testemunho das mulheres (Lei da Evidência) e a compensação por dinheiro com sangue (diyat) pela metade do valor de um homem. As minorias religiosas e os grupos de direitos humanos se opuseram à "redação vaga" da Lei da Blasfêmia e ao "abuso malicioso e aplicação arbitrária" dela.
Possíveis motivações para o programa de islamização incluíam a devoção pessoal de Zia (a maioria dos relatos concorda que ele era proveniente de uma família religiosa), o desejo de ganhar aliados políticos, para "cumprir a razão de ser do Paquistão" como um Estado muçulmano, e / ou a necessidade política de legitimar o que foi considerado por alguns paquistaneses como seu "regime de lei marcial repressivo e não representativo".
O sucesso de Zia no fortalecimento da coesão nacional do Paquistão com a islamização patrocinada pelo Estado é contestado. Tumultos religiosos entre xiitas e sunitas eclodiram por causa de diferenças na jurisprudência islâmica (fiqh) - em particular, sobre como as doações do Zakat seriam distribuídas. Houve também divergências entre os muçulmanos sunitas.
O Muttahida Majlis-i-Amal (MMA), uma coalizão de partidos políticos islâmicos no Paquistão, insta a uma maior islamização do governo e da sociedade, especificamente assumindo uma postura anti-hindu. O MMA lidera a oposição na assembleia nacional, detém a maioria na Assembleia Provincial da Província da Fronteira Noroeste e faz parte da coalizão governante no Baluchistão. No entanto, alguns membros do MMA fizeram esforços para eliminar sua retórica contra os hindus.